# Susan Collins (artystka)
dr Susan Alexis Collins (ur. 1964 w Londynie) – brytyjska artystka i naukowiec. Obecnie jest dyrektorem Slade School of Fine Art w Londynie.

## Życiorys
Studiowała sztukę w Slade School of Fine Art. Studia licencjackie ukończyła z wyróżnieniem w 1987 roku. Na początku lat 90. studiowała w School of the Art Institute of Chicago po tym, jak otrzymała stypendium Fundacji Fulbrighta. Po powrocie do Anglii w 1995 roku została powołana do utworzenia działów mediów elektronicznych w Slade School. W tym samym roku założono UCL Slade Center for Electronic Media in Fine Art. W 2005 roku została dyrektorem działu studiów licencjackich w zakresie sztuk plastycznych, a w 2010 roku została kierownikiem katedry i dyrektorem szkoły. W 2013 roku została mianowana Slade Professor of Fine Art.
Jako artysta Collins pracuje głównie z mediami cyfrowymi. Jej projekt Tate in Space z marca 2002 roku został nominowany do nagrody Brytyjskiej Akademii Sztuk Filmowych i Telewizyjnych w 2004 roku. Jej prace były wystawiane w Wielkiej Brytanii, Kanadzie, Danii, Finlandii, Holandii, Niemczech, Szwajcarii, Bułgarii, Turcji, Izraelu, Tasmanii, Tajlandii, Meksyku i Peru.